# Ford Mondeo
O Ford Mondeo é um modelo de porte médio grande produzido pela Ford entre 1993 e 2022 na planta de Genk, Bélgica. De início existiam três versões possíveis: hatchback, sedan e station wagon. Foi fabricado nos Estados Unidos sob o nome de Ford Contour, entre 1995 e 2000, tendo também tido uma versão para a Mercury, chamada de Mystique. No Brasil entre 1995 e 2006, foi oferecido nas configurações hatchback, sedan e station wagon.
Em 1997 este modelo foi reestilizado, procedendo-se apenas a modificações estéticas, já que a estrutura e motores mantiveram-se inalterados. O hatch deixou de ser oferecido no Brasil, mas ainda segue sendo vendido fora do país.
Em 2002 a Ford decidiu alterar profundamente o seu carro de segmento familiar: a estrutura, interiores, exteriores e mecânica foram totalmente revistos. Desde essa data, os motores Diesel passaram a ter tecnologia semelhante ao Common Rail e o design passou a ser influenciado pela nova política da marca, a qual chamou de New Edge.
Cabe destacar que em 2014, a quarta geração do Ford Mondeo passou a compartilhar o mesmo design com o Ford Fusion, onde o mesmo veículo passou a adotar nomes diferentes em determinados mercados.
O Mondeo teve sua produção encerrada em março de 2022 devido à maior procura por SUVs.

## Versões
No Brasil foi vendido em três versões: CLX, GLX e Ghia.
- CLX: ar-condicionado, banco do motorista com regulagem de altura, direção hidráulica escamoteável, vidros, travas  e espelhos elétricos, desembaçador do vidro traseiro e retrovisores externos, air bag do motorista e cintos com pré-tensionadores.

- GLX: todos os itens de série do CLX, acrescentando de airbag duplo, ar digital, banco do motorista elétrico, faróis de neblina, freio a disco com ABS nas quatro rodas, rodas de liga leve, e acabamento mais primoroso, tendo como opcionais bancos em couro e câmbio automático.

- Ghia: todos os opcionais do CLX e GLX, contando com bancos em couro totalmente elétricos e com aquecimento, controle de tração e motor V6. Externamente, o que difere o V6 das demais versões é a presença de aerofólio, aro diferenciado, pára-lamas dianteiros com friso, e escape com ponteira cromada, além da inscrição V6 nos pára-lamas dianteiros.

## Motorização
As motorizações disponíveis em cada modelo são:
- 1993 - 1996: 1.8 16V de 115 cv; 2.0 16V de 136 cv
- 1997 - 1998: 2.0 16V de 130 cv
- 1999 - 2001: 2.0 16V de 130 cv; 2.5 24V V6 de 170 cv
- 2002 - 2006: 2.0 16V (Duratec) de 143 cv.

Obs: Nos motores de dois litros a partir de 1999 foram adotados tuchos de acionamento mecânico, que até então eram acionados hidraulicamente.
O Duratec 2.5 24V V6 é dotado de 2 correntes para acionar os comandos e conta com coletor variável, é um dos mais leves motores V6, fabricado todo em alumínio. Na Europa existe um Duratec 3.0 de 226 cv que equipa a versão esportiva ST220.
Em toda a Europa e América do Sul é chamado de Mondeo, nos EUA existe um modelo semelhante às gerações MK1 e MK2 conhecido como Contour.
A geração MK4 já foi lançada na Europa, inaugurando o novo conceito Kinetic, mas sua importação para o Brasil não é realizada pelas boas vendas do Ford Fusion.

## Galeria
- Ford Mondeo MK1 (1993-2000)
- Ford Contour (Estados Unidos) (1993-2000)
- Mercury Mystique 1998
- Segunda geração (2000-2006), último Mondeo vendido no Brasil
- Terceira geração (2006-2014)
- Quarta geração (2014-2022)